# Sto jedenaście dni letargu
Sto jedenaście dni letargu (wspomnienia z Pawiaka z lat 1942/1943) – pamiętnik z lat 1942-1943 napisany w sierpniu oraz wrześniu 1944 przez Adama Grzymałę-Siedleckiego w domu przyjaciół autora (państwa Woytkiewiczów) w Bielanach Grójeckich. Zadedykowany Jadwidze z Kalm-Podoskich Podoskiej.

## Wydanie
Pozycja po raz pierwszy ukazała się we fragmentach w czasopiśmie "Za i Przeciw" w 1964, a w całości nakładem Wydawnictwa Literackiego w Krakowie w 1966. 

## Treść
Pamiętnik był pisany podczas trwania powstania warszawskiego i dotyczy okresu, kiedy autor więziony był przez okupanta niemieckiego w więzieniu na warszawskim Pawiaku. Aresztowano go 11 listopada 1942, a zwolniono 1 marca 1943. Dzieło pisał z "protokolarną obiektywnością", rejestrując szczegółowo codzienne życie więźniów Pawiaka i kreśląc wnikliwie sylwetki poszczególnych osadzonych. Analizie poddał również postawy gestapowców i niższych funkcjonariuszy więziennych. Sportretował mechanizmy działania gestapo odnośnie przetrzymywanych Polaków. Udokumentował zbrodnie i okrucieństwo Niemców.
Pamiętnik powstał z półtorarocznym opóźnieniem w stosunku do opisywanych wydarzeń, ponieważ autor po opuszczeniu więzienia był ciężko chory i wyniszczony. Mimo tego praca została przyjęta dobrze i po pierwszym wydaniu w "Za i Przeciw" nie zgłaszano do niej zastrzeżeń merytorycznych, czy faktograficznych.

## Film
W 1984 powstał film 111 dni letargu w reżyserii Jerzego Sztwiertni, w którym główną rolę zagrał Władysław Kowalski.